# Skała Artystów

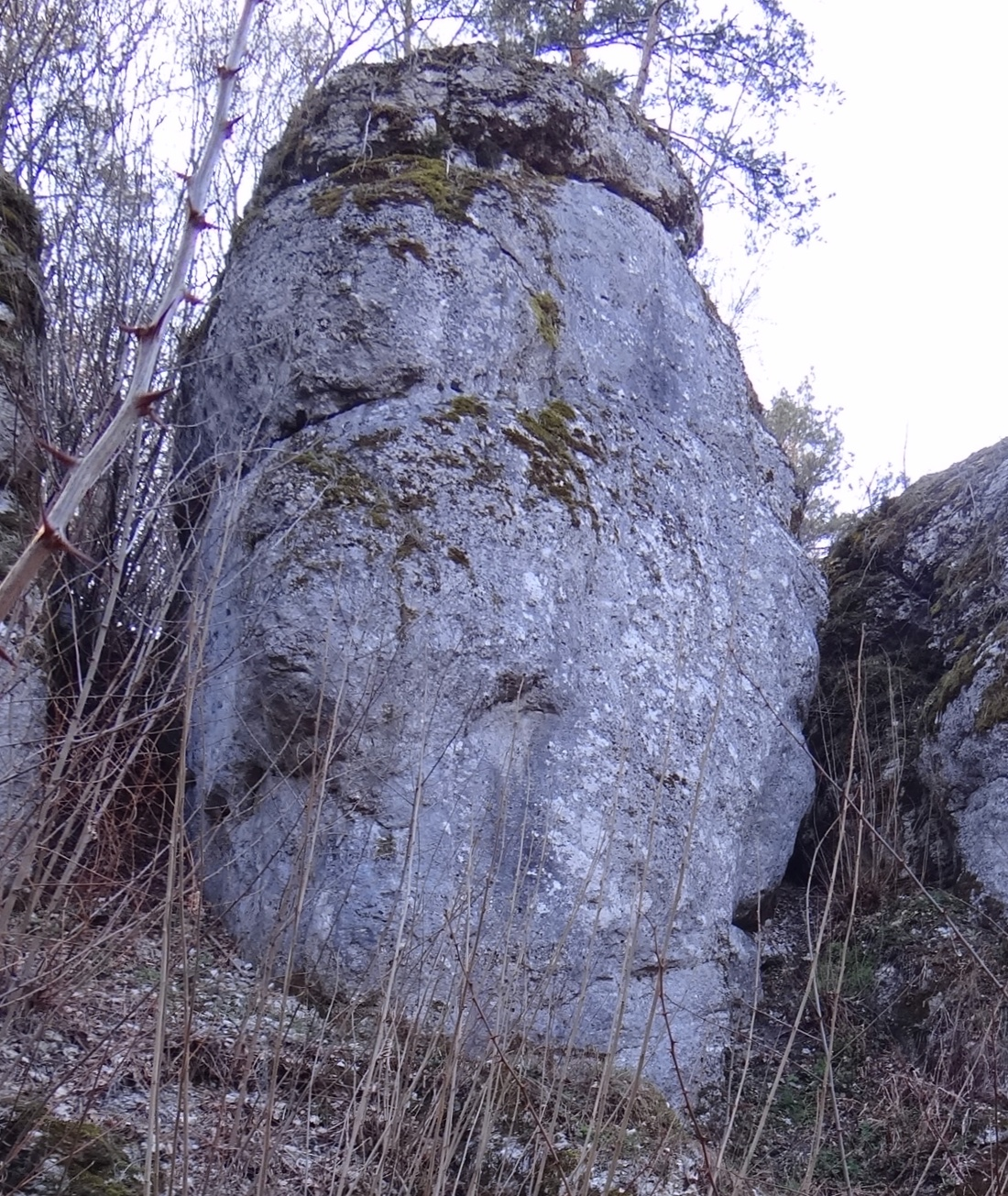
Ściana południowa

Skała Artystów – skała w prawych zboczach Doliny Brzoskwinki w miejscowości Chrosna w województwie małopolskim, w powiecie krakowskim, w gminie Liszki. Znajduje się na Garbie Tenczyńskim (część Wyżyny Krakowsko-Częstochowskiej) w obrębie Tenczyńskiego Parku Krajobrazowego.
W 2007 r. na prawym zboczu Doliny Brzoskwinki usunięto zadrzewienia na skałach i w ich otoczeniu, przez co skały stały się dobrze widoczne i efektowne. Skała Artystów wraz z Mysiurą znajduje się w grupie skał tworzących skalny mur opadający wzdłuż zbocza. Mysiura jest najniżej z nich położona, Skała Artystów znajduje się w środkowej części muru, najwyżej położona skała jest bezimienna. Tuż poniżej Mysiury prowadzi szlak turystyczny i ścieżka dydaktyczna.
Zbudowana z wapienia Skała Artystów ma wysokość 8 m, pionowe lub połogie ściany i jest obiektem wspinaczki. Jest na niej 6 dróg wspinaczkowych. Pięć z nich ma długość 8 m, droga Kiełkowski-Uznański 16 m. Stopień trudności od VI.1 do VI.4+ w skali Kurtyki. Wszystkie, z wyjątkiem Kiełkowski-Uznański, mają zamontowaną asekurację w postaci 3–4 ringów (r) i stanowisko zjazdowe (st). Ściany wspinaczkowe o wystawie wschodniej i południowo-wschodniej.

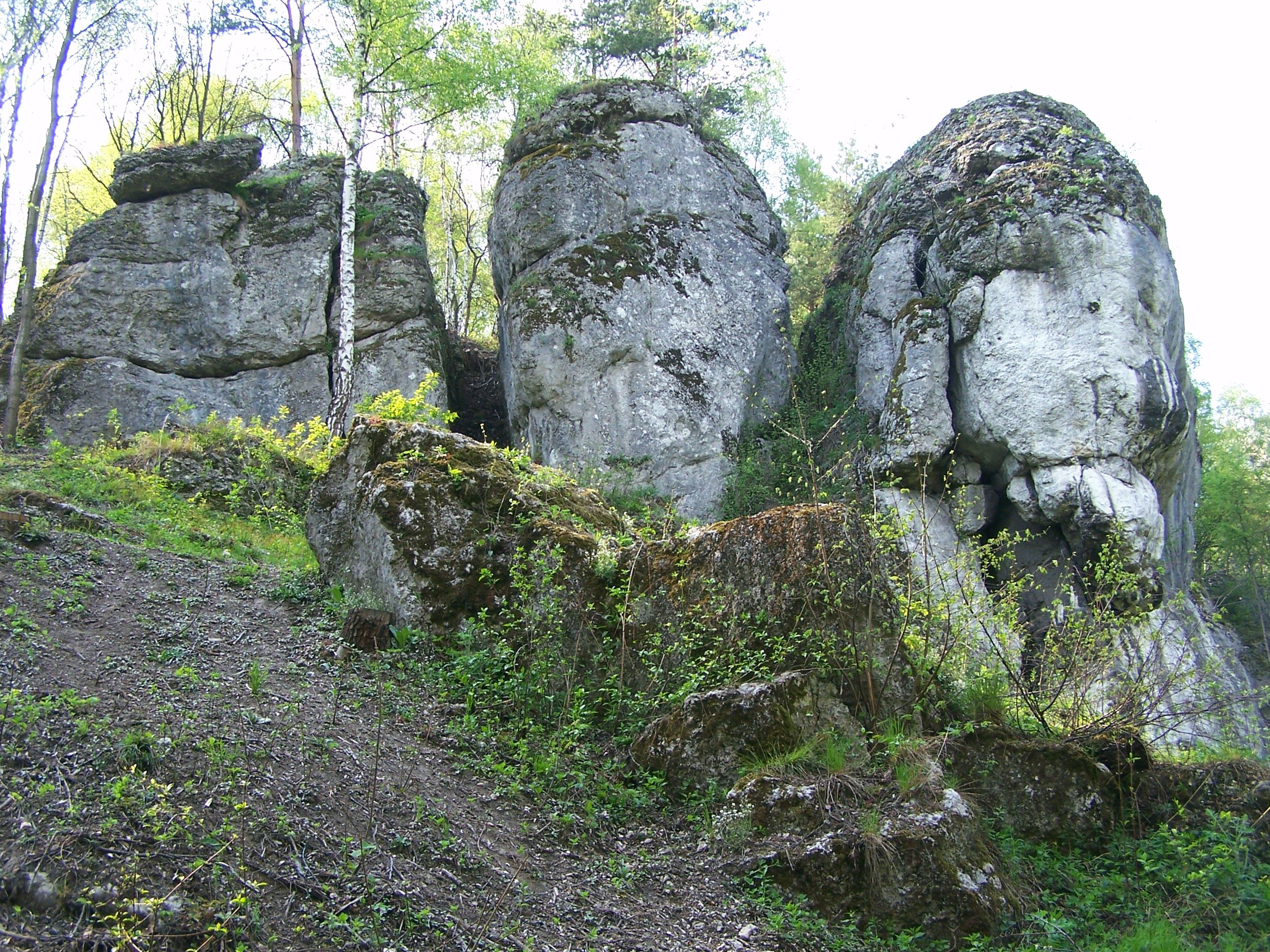
Skała Artystów w środku

## Drogi wspinaczkowe
1. 7 barw i 8 nut; 3r + st, VI.3+, 8 m
2. Jelenie na rykowisku; 3r + st, 8 m
3. Muzeum fałszywych kopii; 3r + st, VI.1, 8 m
4. Hieronim Bosch; 4r + st, VI.2, 8 m
5. Krótka forma; 3r + st, VI.4+, 8 m
6. Kiełkowski-Uznański; VI+, 16 m[4].

## Szlaki turystyczne
Mników – Dolina Mnikowska – Wąwóz Półrzeczki – Dolina Brzoskwinki – Brzoskwinia – Las Zabierzowski – Zabierzów.
 ścieżka dydaktyczna „Chrośnianeczka”: Chrosna – Dolina Brzoskwinki – Chrosna